# 歌川国英
歌川 国英（うたがわ くにひで、生没年不詳）とは、江戸時代の浮世絵師。

## 来歴
初代歌川豊国の門人で俗名は不明。歌川の画姓を称し、一峰斎、一法斎と号す。作画期は文政から嘉永の頃にかけてとされ、大判錦絵と肉筆画の作が知られる。

## 作品
- 「日の出に雛鷹をはぐくむ松上の鷹」　大判錦絵　嘉永5年（1852年）
- 「新吉原八朔ノ図」　絹本着色　浮世絵太田記念美術館所蔵
- 「桜下美人図」　絹本着色　日本浮世絵博物館所蔵
- 「浅草寺境内図」　桐板絵著色　浅草寺所蔵　天保4年（1833年）